# District de Hakunila
Le district de Hakunila (en finnois :  Hakunilan suuralue) est un district de Vantaa, une des principales villes de l'agglomération d'Helsinki en Finlande.

## Galerie

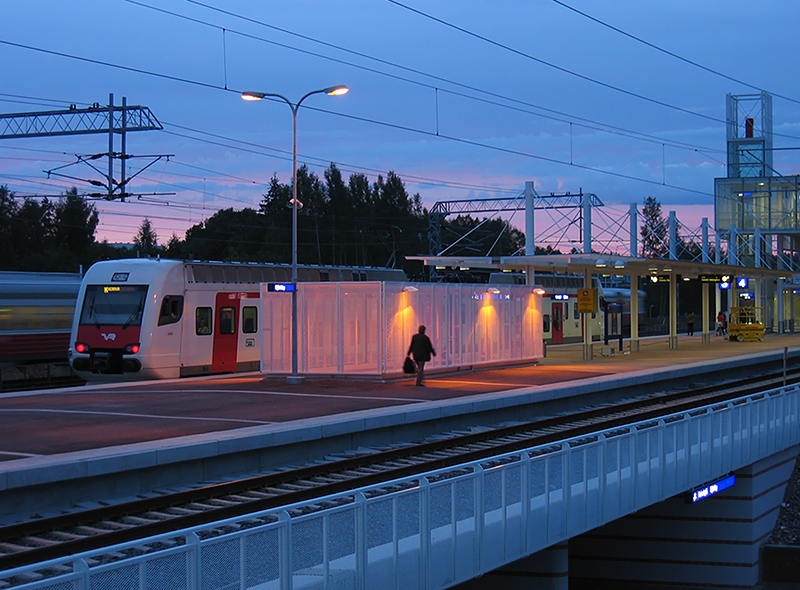
La gare ferroviaire de Koivukylä.
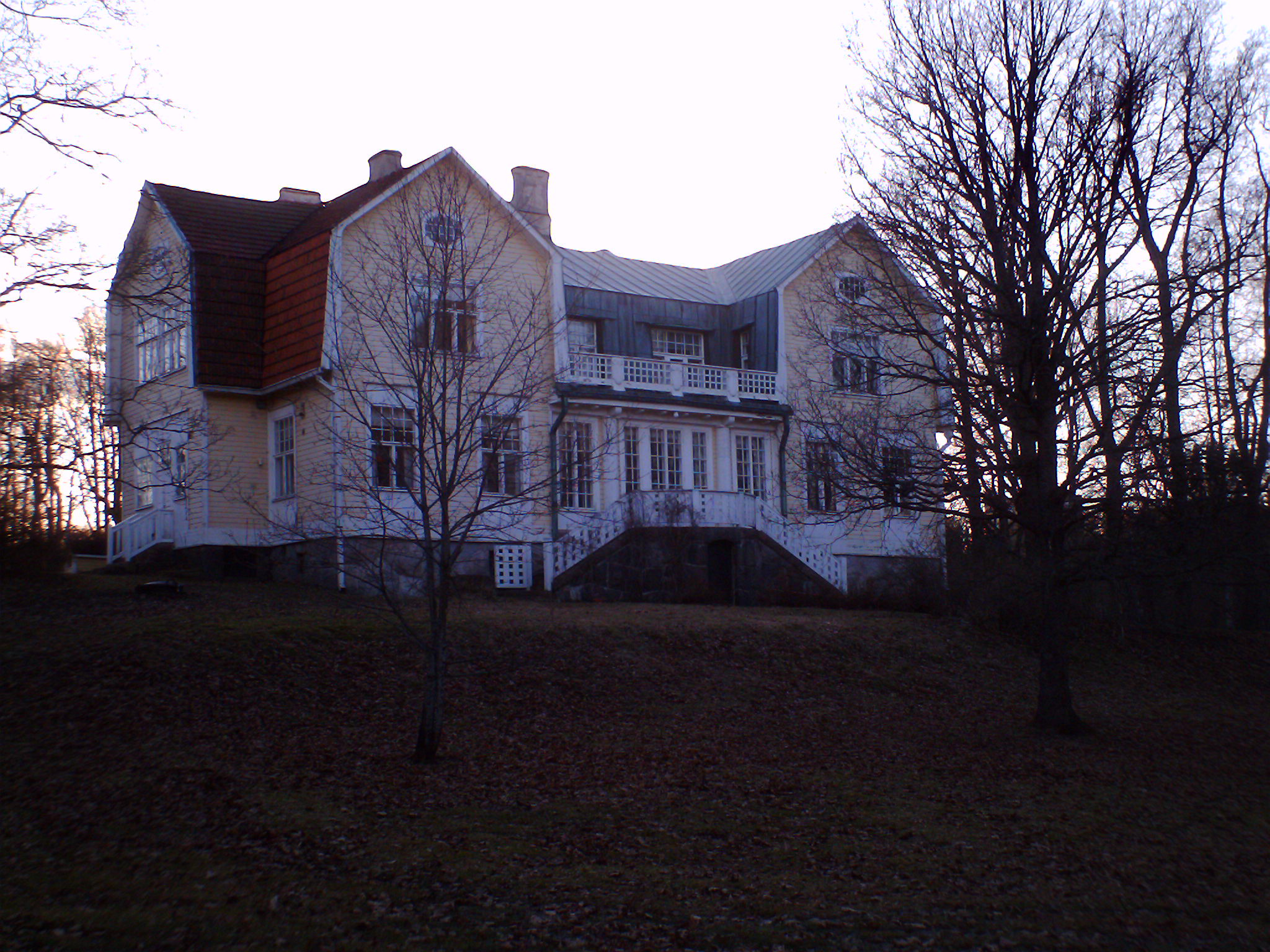
Le manoir de Hakunila.